# Misawa Air Base
La base aérienne de Misawa (三沢飛行場, Misawa Hikōjō) (Misawa Air Base en anglais), est une base de l'United States Air Force située dans la préfecture d'Aomori au Japon. Elle abrite conjointement une base de la Force aérienne d'autodéfense japonaise.
Début 2007, le 35th Fighter Wing des Pacific Air Forces, sur F-16C/D, est la principale unité de l'USAF basée à Misawa AB. La base accueille aussi des unités de l'US Army, de l'US Navy, de l'US Marine Corps et des unités japonaises de la JASDF.
Japan Airlines utilise également la base pour des vols commerciaux.
Le Misawa Security Operations Center (COSM), situé dans la partie nord-ouest de la base aérienne, est considérée comme l'une des plus grandes stations au sol du réseau Echelon.

## Unités actuelles
La base aérienne de Misawa abrite le 35th Fighter Wing de l'US Air Force, dont font partie le 13th Fighter Squadron et le 14th Fighter Squadron. 
Depuis le 24 mai 2014, la base dispose de drones de surveillance RQ-4 Global Hawk du 1er détachement du 69th Reconnaissance Group.

## Galerie

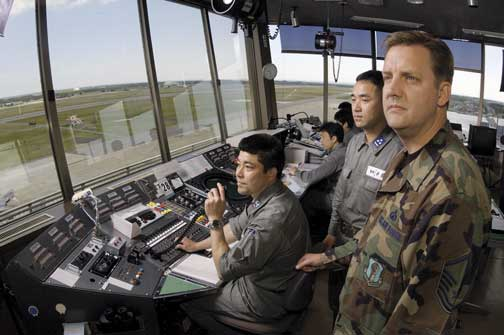
Dans la tour de contrôle de Misawa AB
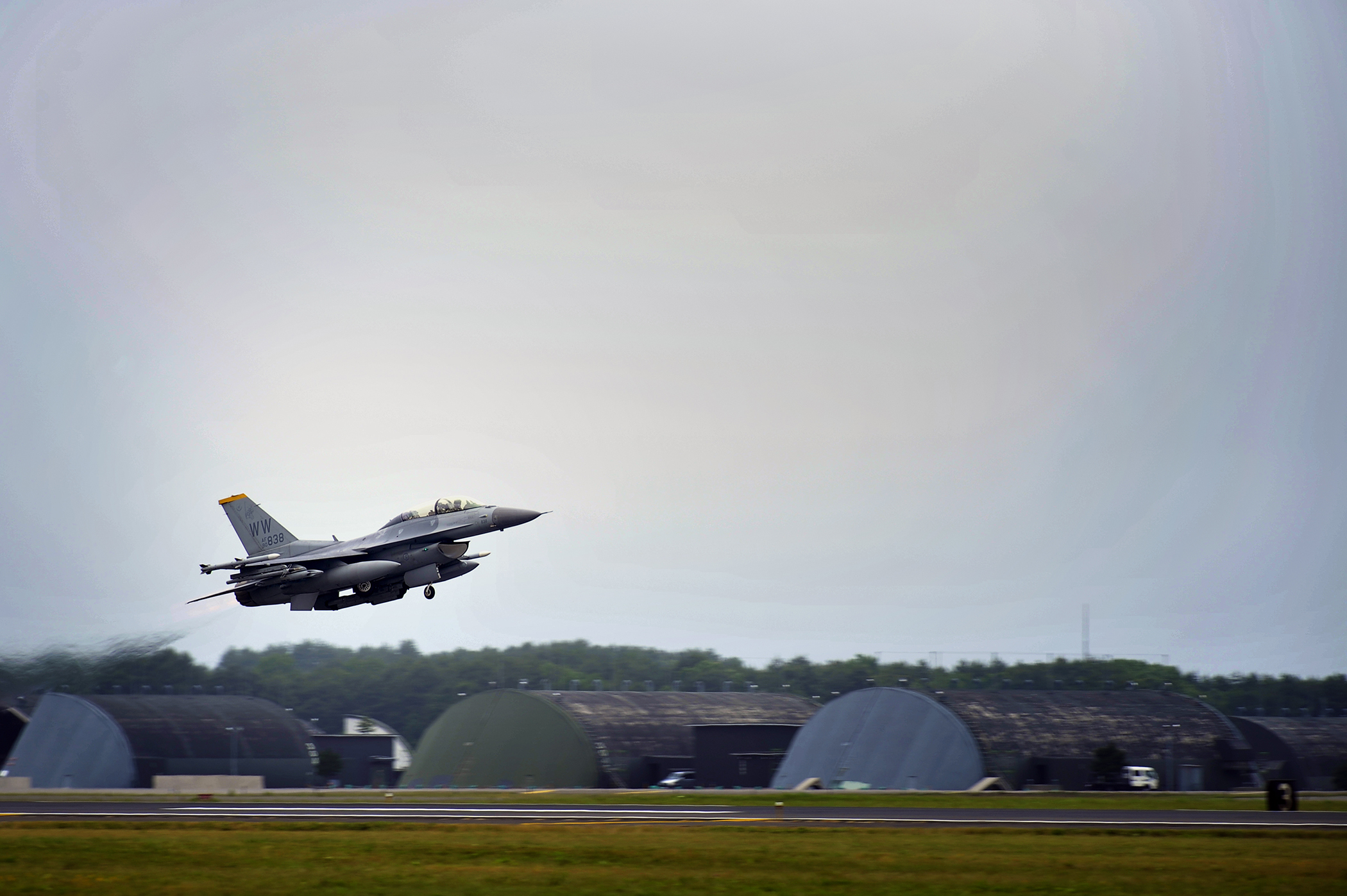
Un F-16 du 14th Fighter Squadron décollant depuis la base aérienne de Misawa.
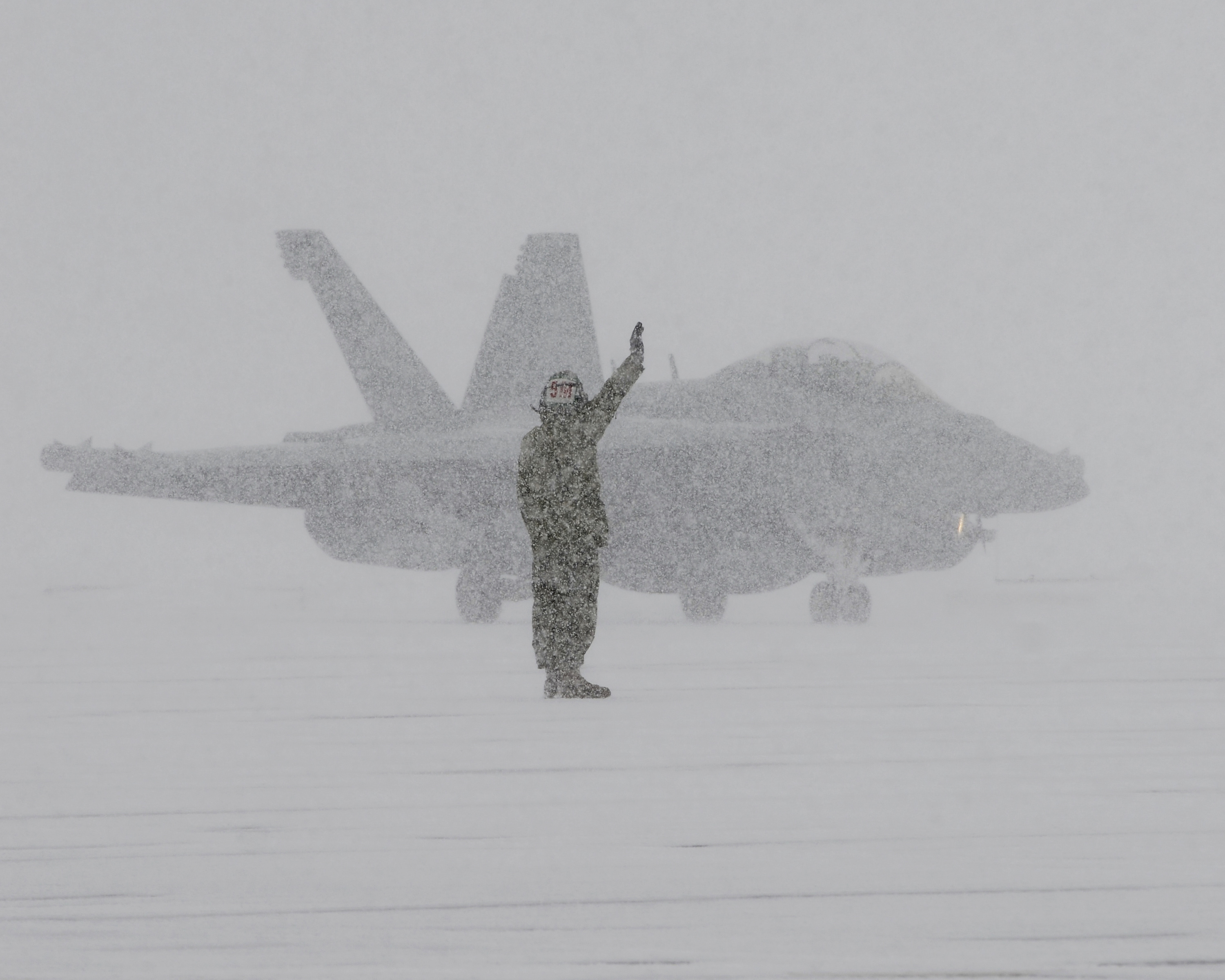
Manœuvre d'arrivée d'un Boeing EA-18G Growler à Misawa Air Base sous une tempête de neige. Janvier 2013.